# Kazimierz Łojewski
Kazimierz Łojewski (ur. 16 września 1923 w Warszawie, zm. 8 października 2006 w Warszawie) – polski prawnik, adwokat, żołnierz Armii Krajowej i uczestnik powstania warszawskiego, w latach 1986–1989 prezes Naczelnej Rady Adwokackiej.

## Życiorys

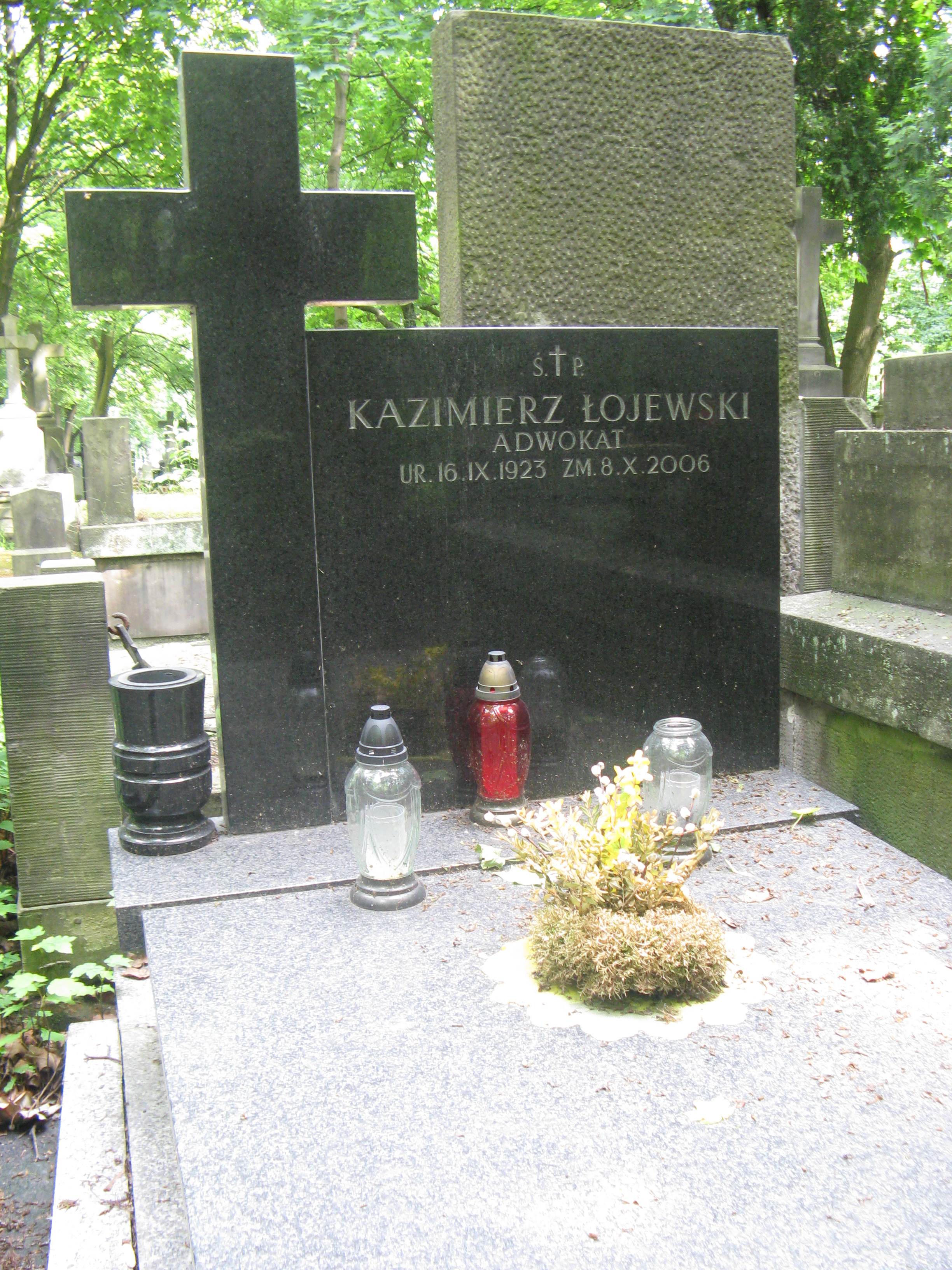
Nagrobek Kazimierza Łojewskiego

W trakcie II wojny światowej działał w konspiracji za co został osadzony na warszawskim Pawiaku, a następnie wysłany do obozu Lublin (KL). Zbiegł w czasie transportu, a później dołączył do Armii Krajowej. W trakcie powstania warszawskiego walczył jako podchorąży AK. Po kapitulacji został osadzony w obozach Buchenwald i Sachsenhausen (KL).
W 1948 ukończył studia prawnicze na Uniwersytecie Warszawskim, a w 1965 obronił doktorat z nauk prawnych. Od 1951 prowadził praktykę adwokacką w Warszawie. Był m.in. członkiem Rady Naukowej Instytutu Prawa Karnego Wydziału Prawa i Administracji UW, Komisji Doskonalenia Zawodowego przy NRA i Komisji Ministerstwa Sprawiedliwości do opracowania zmian prawa karnego. Był autorem kilku książek i kilkudziesięciu artykułów naukowych. 
W latach 1986–1989 pełnił funkcję prezesa Naczelnej Rady Adwokackiej.
Zmarł 8 października 2006 w Warszawie w wieku 83 lat. Został pochowany pięć dni później na cmentarzu Powązkowskim (kwatera J-6-10).